# Бойд Морисън
Бойд Морисън (на английски: Boyd Morrison) е американски актьор и писател на бестселъри в жанра трилър и приключенски роман.

## Биография и творчество
Хю Бойд Морисън е роден на 17 февруари 1967 г. в САЩ.
Завършва университета Райс с бакалавърска степен по машинно инженерство. След дипломирането си работи по проект за космическа станция за НАСА в „Lockheed Corporation“ в космическия център на Джонсън. Получава през 1993 г. докторска степен по индустриално инженерство от Вирджинския политехнически институт и държавен университет. След това се премества в Сиатъл със съпругата си, и работи върху игри „Xbox“ за „Microsoft“, включително по „Project Gotham“, „Racing 2“, „Flight Simulator 2004“ и „Forza Motorsport“.
Когато съпругата му завършва обучението си за лекар и започва самостоятелна практика, той напуска работа през 2005 г. и се насочва към писането на романи.
Първият му роман „The Adamas Blueprint“ е издаден самостоятелно през 2005 г.
Трилърът му „Ноевият ковчег“ от поредицата „Тайлър Лок“ е издаден през 2010 г. Той става бестселър в списъка на „Ню Йорк Таймс“ и го прави известен известен.
През 2015 г. започва да пише в съавторство с писателя Клайв Къслър. Първият им съвместен трилър е „Пираня“ от поредицата „Досиетата „Орегон“.
Той също е професионален актьор, и се появява във филми, реклами и сценични пиеси. Шампион е през 2003 г. в играта „Jeopardy!“.
Бойд Морисън живее със семейството си в Сиатъл.

## Произведения

### Самостоятелни романи
- The Adamas Blueprint (2005) – издаден и като „The Catalyst“ (2011)
- Rogue Wave (2010) – издаден и като „The Palmyra Impact“
Цунами: Обратно броене, изд.: ИК „Бард“, София (2019), прев. Асен Георгиев

### Серия „Тайлър Лок“ (Tyler Locke)
1. The Noah's Ark Quest (2009) – издаден и като „The Ark“
Ноевият ковчег, изд.: „Софтпрес“, София (2010), прев. Петър Цветанов
2. The Vault (2011) – издаден и като „The Midas Code“
3. The Roswell Conspiracy (2012)
4. The Loch Ness Legacy (2013)

### Серия „Досиетата „Орегон“ (Oregon Files) – сКлайв Къслър
10. Piranha (2015)
Пираня, изд.: ИК „Бард“, София (2017), прев. Венцислав Божилов
11. The Emperors Revenge (2016)
Отмъщението на императора, изд.: ИК „Бард“, София (2018), прев. Асен Георгиев
12. Typhoon Fury (2017)
Яростта на тайфуна, изд.: ИК „Бард“, София (2019), прев. Радослав Христов
13. Shadow Tyrants (2018)
14. Final Option (2019)

## Филмография
- 2016 Aussie Osbourne Show – ТВ сериал
- 2019 The Dishwasher Film